# Richard van Basshuysen
Richard van Basshuysen (* 29. Februar 1932 in Bingen) ist ein deutscher Ingenieur, Autor und Herausgeber technisch-wissenschaftlicher Fachliteratur.

## Leben
Nach einer Ausbildung zum Kfz-Schlosser studierte van Basshuysen von 1953 bis 1955 an der damaligen Staatlichen Ingenieurschule Wolfenbüttel mit dem Abschluss Ingenieur für Maschinenbau. Der Hochschulgrad Diplom-Ingenieur wurde ihm 1982 verliehen.
Nach dem Studium betätigte sich van Basshuysen als wissenschaftlicher Mitarbeiter bei der Aral AG in Bonn, bis er 1965 zur NSU AG nach Neckarsulm wechselte. Dort übernahm er die Versuchsleitung der Motor- und Getriebeentwicklung, wo er auch für die Wankelmotor-Entwicklung verantwortlich war. Zudem wurde er zum stellvertretenden Leiter des Fahrzeugversuchs bestellt.
Mit der Übernahme von NSU durch die Audi AG im Jahr 1969 stieg van Basshuysen zum Leiter der Motoren- und Getriebeentwicklung auf, gleichzeitig wurde er Entwicklungsleiter der Fahrzeugkomfortklasse. Als gewählter Vertreter der leitenden Angestellten war er Aufsichtsratsmitglied der Audi AG.
1992 verließ van Basshuysen die Automobilindustrie und gründete in Bad Wimpfen ein Ingenieurbüro, das er seither betreibt.

## Werke
Van Basshuysen war bei NSU mitverantwortlich bei der Entwicklung der Fahrzeuge Prinz 4, NSU 1000, NSU 1200, Ro 80 und K 70. Später, unter dem Dach der Audi AG, trieb er die Entwicklung des Pkw-Dieselmotors mit Direkteinspritzung, Turbolader und Abgasentgiftung auch gegen starken Widerstand im VW-Konzern voran. Diese weltweite Neuerung hat 2008 in Europa einen Marktanteil von über 50 %.
Als Inhaber des Ingenieurbüros ist van Basshuysen ein  Berater für die internationale Automobil- und Zulieferindustrie, und Herausgeber der technisch-wissenschaftlichen Fachzeitschriften ATZ/MTZ, für die er seit 1991 Editorials schreibt. Als Herausgeber, Autor und Mitautor von technischen Fachbüchern und anderen Publikationen (insgesamt über 60), die teilweise auch ins Englische übersetzt wurden, hat van Basshuysen einen internationalen Ruf. Seit 2006 betreibt er mit seinem Autorenkollegen Fred Schäfer das kostenpflichtige Internetportal www.motorlexikon.de. Van Basshuysen ist Beirats- und Vorstandsmitglied bei dem VDI und dem Österreichischen Verein für Kraftfahrzeugtechnik.

## Ehrungen
- Ernst-Blickle-Preis 2000 für die Entwicklung des Dieselmotors mit Direkteinspritzung (2001)
- Benz-Daimler-Maybach-Ehrenmedaille des VDI für „seine herausragende Ingenieursleistung bei der Entwicklung des Pkw-Dieselmotors mit Direkteinspritzung sowie seine langjährigen Engagements als Herausgeber der ATZ/MTZ und als Beiratsmitglied der VDI-Gesellschaft Fahrzeug- und Verkehrstechnik“ (2001)
- Ehrendoktorwürde der Universität Magdeburg für sein Lebenswerk (2004)